# 지혜샘어린이도서관
지혜샘어린이도서관은 경기도 수원시 권선구 권선동에 위치한 어린이 전용도서관이다.
대지면적 33,855m2, 총면적 2,447m2이며, 좌석수 500석의 지상 3층 건물이다.

## 연혁
- 2004. 09. 18. 수원시 지혜샘도서관 착공
- 2005. 08. 03. 수원시 지혜샘도서관 준공
- 2005. 11. 24. 수원시 지혜샘도서관 개관
- 2010. 09. 29. 전국도서관운영 평가 문화체육관광부장관상 수상
- 2011. 11. 21. 북카페'지혜서정' 개소
- 2014. 02. 03. 수원문화재단 위탁운영

## 시설
- 1층 : 옹달샘 - 유아자료실, 사무실
- 2층 : 두레샘 - 초등학생자료실 어울림터(강당), 독서토론실
- 3층 : 중학생자료실 지혜터(강의실), 동아리방, 환경에너지관

## 운영시간
- 휴관일 : 매주 월요일 및 국가지정 공휴일(일요일은 개관, 단 타 국가지정 공휴일과 중복시 휴관)
- 이용시간 : 09:00∼18:00